# EL84
EL84 (синонимы: 6BQ5, 6P15, 6П14П, N709) — миниатюрный низкочастотный пентод для работы в выходных каскадах усилителей мощности низкой частоты, выпускающийся с 1953 года. Однотактный усилитель на EL84 способен передать в нагрузку выходную мощность до 5 Вт, двухтактный усилитель на паре EL84 — до 11 Вт в типовом режиме и до 17 Вт при повышенном напряжении на аноде. EL84 отличается от предшествовавших аналогов высокой чувствительностью и способностью работать в ультралинейном включении во всём диапазоне допустимых напряжений на аноде.
Благодаря низкой стоимости и удачному сочетанию электрических характеристик EL84 стала стандартной выходной лампой бытовой телерадиоаппаратуры 1950-х и 1960-х годов, заменив октальную лампу довоенной разработки 6V6. Высокий уровень нелинейных искажений, в которых преобладала неблагозвучная третья гармоника, не позволил использовать EL84 в высококачественной аппаратуре, но оказался востребован британскими конструкторами гитарных усилителей. Характерный спектр искажений гитарных усилителей на EL84 стал частью звукового «почерка» The Beatles и других исполнителей эпохи «британского вторжения».

## История разработки
Сразу после завершения Второй мировой войны в Западной Европе начался бурный рост электронной промышленности. За пять послевоенных лет, с 1946 по 1950 год, европейские компании разработали и выпустили больше новых серий электронных ламп, чем за любое предшествующее или последующее десятилетие. Большинство этих серий повторяли уже проверенные временем американские разработки, и выпускались в новейшем для Европы миниатюрном бесцокольном конструктиве (разработан в 1939—1941 годы компанией RCA). Выпускались и лампы собственной разработки, в самобытном европейском восьмиштырьковом конструктиве c направляющей пуговкой («римлок», англ. Rimlock).
Именно в этом исполнении в 1947 году была выпущена лампа, ставшая прародителем EL84 — миниатюрный мощный пентод UL41. Специалисты Mullard и Естественнонаучной лаборатории Philips разработали эту лампу для применения в дешёвых, массовых радиоприёмниках c относительно низким анодным напряжением и последовательным включением нитей накала — поэтому её подогреватель был рассчитан на нестандартное напряжение 45 В. В том же 1947 году появился и вариант UL41 со стандартным, шестивольтовым подогревателем, получивший обозначение EL41 (в системе обозначений Mullard-Philips ведущая литера указывала режим питания накала. Литера E обозначала накал напряжением 6,3 В, литера U — накал током 100 мА, что в случае UL41 соответствовало напряжению 45 В). Пентоды UL41 и EL41 характеризовались предельной мощностью рассеяния на аноде 9 Вт и были способны отдавать в нагрузку до 4 Вт выходной мощности — лишь немногим меньше, чем самый массовая в то время «звуковая» лампа — октальный лучевой тетрод довоенной разработки 6V6.
Следующей лампой в линейке Philips стал пентод в «американском» девятиштырьковом конструктиве EL81 — специализированная лампа для усилителей строчной развёртки бытовых телевизоров и стабилизаторов напряжения. За ними последовали неразличимые внешне пентод для усиления звука и блоков кадровой развёртки EL82 и видеочастотный пентод EL83. Все эти лампы характеризовались теми же предельными напряжениями и мощностями, что и их прародитель UL41. Близка была к ним и виброустойчивая лампа повышенной надёжности E80L, производившася малыми сериями на британских заводах Mullard и характеризовавшаяся ме́ньшей выходной мощностью.
В 1952 году Дэвид Хафлер и Герберт Керос опубликовали идею ультралинейного включения пентода в выходном каскаде УНЧ. Новинка, сулившая радикальное снижение характерных «пентодных» искажений, немедленно привлекла внимание промышленности. Новейшие в то время UL41, EL41 и EL82 моментально устарели: ультралинейное включение предполагает, что на экранирующую сетку пентода подаётся то же высокое напряжение, что и на анод — но во всех пентодах Philips напряжение экранирующей сетки было ограничено на уровне 250 В. Лампа, допускавшая высокое напряжение на экранирующей сетке, была разработана Philips ещё в 1950 году, но не была тогда востребована рынком и серийно не производилась. В 1953 году Philips отреагировал на внезапно возникший спрос, и полузабытая опытная разработка пошла в серию под обозначением EL84. В 1956 году компания выпустила последнюю лампу в семействе — низкочастотный пентод EL86, оптимизированный для работы в низковольтных бестрансформаторных усилителях и непригодный для применения в ультралинейных каскадах.

### Сводная таблица: семейство E80L…EL86
| Оригинальное обозначение Mullard-Philips | Синонимы и близкие аналоги   | Синонимы и близкие аналоги | Синонимы и близкие аналоги | Синонимы и близкие аналоги | Предельные эксплуатационные данные | Предельные эксплуатационные данные | Предельные эксплуатационные данные | Предельные эксплуатационные данные | Функциональное назначение                                                           | Совместима с EL84?     | Примечания             |
| Оригинальное обозначение Mullard-Philips | Великобритания Marconi-Osram | СССР ГОСТ 5461-59          | США RETMA                  | Франция Ediswan-Mazda      | Мощность, рассеиваемая на аноде    | Напряжение на аноде                | Напряжение на второй сетке         | Крутизна характеристики            | Функциональное назначение                                                           | Совместима с EL84?     | Примечания             |
| Низкочастотные пентоды                   | Низкочастотные пентоды       | Низкочастотные пентоды     | Низкочастотные пентоды     | Низкочастотные пентоды     | Низкочастотные пентоды             | Низкочастотные пентоды             | Низкочастотные пентоды             | Низкочастотные пентоды             | Низкочастотные пентоды                                                              | Низкочастотные пентоды | Низкочастотные пентоды |
| ---------------------------------------- | ---------------------------- | -------------------------- | -------------------------- | -------------------------- | ---------------------------------- | ---------------------------------- | ---------------------------------- | ---------------------------------- | ----------------------------------------------------------------------------------- | ---------------------- | ---------------------- |
| E80L                                     |                              |                            | 6227                       |                            | 8 Вт                               | 300 В                              | 300 В                              | 9 мА/В                             | Усиление низкой частоты в промышленных устройствах повышенной надёжности            | нет                    | [ 15 ] [ 12 ]          |
| EL82                                     |                              | 6П18П                      | 6DY5                       |                            | 9 Вт                               | 250 В                              | 250 В                              | 9 мА/В                             | Выходные каскады усилителей низкой частоты и кадровой развёртки                     | нет                    | [ 15 ] [ 16 ] [ 17 ]   |
| EL84                                     | N709                         | 6П14П                      | 6BQ5                       | 6P15                       | 12 Вт                              | 300 В                              | 300 В                              | 11,3 мА/В                          | Выходные каскады усилителей низкой частоты                                          |                        | [ 15 ] [ 16 ] [ 18 ]   |
| EL86                                     |                              | 6П33П                      | 6CW5                       |                            | 14 Вт                              | 275 В                              | 220 В                              | 10 мА/В                            | Бестрансформаторные выходные каскады усилителей низкой частоты и кадровой развёртки | нет                    | [ 15 ] [ 16 ] [ 19 ]   |
| нет                                      |                              |                            | 7189                       |                            | 12 Вт                              | 400 В                              | 300 В                              | 11,3 мА/В                          | Выходные каскады усилителей низкой частоты                                          | да                     | [ 15 ] [ 20 ]          |
| нет                                      |                              |                            | 7189А                      |                            | 13,2 Вт                            | 440 В                              | 400 В                              | 11,3 мА/В                          | Выходные каскады усилителей низкой частоты                                          | да                     | [ 15 ] [ 21 ]          |
| нет                                      |                              | 6П43П                      |                            |                            | 9 Вт                               | 300 В                              | 250 В                              | 7,5 мА/В                           | Выходные каскады кадровой развёртки                                                 | нет                    | [ 22 ]                 |
| нет                                      |                              |                            | SV83                       |                            | 12 Вт                              | 300 В                              | 200 В                              | 15 мА/В                            | Выходные каскады усилителей низкой частоты                                          | нет                    | [ 23 ]                 |
| Видеочастотные пентоды                   |                              |                            |                            |                            |                                    |                                    |                                    |                                    |                                                                                     |                        |                        |
| EL81                                     |                              |                            | 6CJ6, 6DR6                 |                            | 8 Вт                               | 300 В                              | 250 В                              | 4,6 мА/В                           | Выходные каскады строчной развёртки, стабилизаторы напряжения                       | нет                    | [ 15 ] [ 24 ]          |
| EL83                                     |                              |                            | 6CK6                       |                            | 9 Вт                               | 300 В                              | 250 В                              | 10 мА/В                            | Выходные каскады видеочастоты                                                       | нет                    | [ 15 ]                 |
| нет                                      |                              | 6П15П                      |                            |                            | 12 Вт                              | 330 В                              | 330 В                              | 15 мА/В                            | Выходные каскады видеочастоты в телевизионных приёмниках                            | нет                    | [ 25 ]                 |

Экзотические европейские лампы XL84 и YL84 являются вариантами EL84 на напряжения накала 8 и 10 В соответственно. Европейские лампы PL84 и UL84, в исключение общего правила, не являются вариантами EL84 — это аналоги EL86, рассчитанные на питание накала токами 300 мА и 100 мА (напряжения накала при этом примерно равны 45 В и 16 В соответственно). Лампа EL85 не принадлежит к семейству EL81…EL86 — это маломощный пентод для усиления радиочастот и выходных каскадов звуковой частоты в автомобильных радиоприёмниках, в баллоне меньшего размера.

## Применение
Внедрение EL84 в промышленность прошло стремительно. Примерно через два года после начала серийного выпуска EL84 стала стандартной, фактически единственной лампой для выходных каскадов массовой западноевропейской радиоаппаратуры, заняв место довоенной 6V6. В 1955 году французские заводы Mazda начали производство EL84 под обозначенем 6P15; в том же году состоялось успешное внедрение EL84 в США. В американской системе обозначений EL84 получила имя 6BQ5, в британской системе Marconi-Osram — N709. В СССР точный аналог EL84 получил обозначение 6П14П, а его вариант повышенной надёжности — 6П14П-В.

### Бытовая телерадиоаппаратура
Коммерческий успех EL84 имел несколько причин: при сопоставимой с 6V6 выходной мощности EL84 имела меньшие размеры, использовала дешёвые малогабаритные панели и допускала ультралинейное включение. Главным же фактором успеха стала бо́льшая крутизна передаточной характеристики EL84 (10…12 мА/В против 3,5…4 мА/В у 6V6): бо́льшая чувствительность каскадов на EL84 позволяла использовать простые и дешёвые схемы предварительного усиления. Стандартные схемы таких УНЧ разработали в 1954 году конструкторы британских компаний Mullard (Mullard 5-10, пентодное включение EL84) и GEC (GEC 912, ультралинейное включение). Типичный двухтактный усилитель этого поколения, помимо пары EL84, включал всего одну комбинированную лампу — обычно триод-пентод. Пентод комбинированной лампы служил входным каскадом УНЧ, триод — фазоинвертором c разделённой нагрузкой.
Для послевоенной Европы даже такая удешевлённая конструкция была слишком дорога. Здесь преобладали дешёвые, однотактные УНЧ на EL84, встраиваемые в радиолы и телевизоры. В СССР 6П14П стала непременным компонентом ламповых и лампово-полупроводниковых телевизоров, до системы УЛПЦТ(И) включительно. Она сохранялась даже в телевизоре «Горизонт-723» (1977 год), который комплектовался внешней активной акустической системой с полностью транзисторным УНЧ: в этом телевизоре 6П14П служила усилителем для наушников.
Иначе обстояло дело в США, где в 1950-е годы уже сложился рынок массовой высококачественной звукотехники: к концу десятилетия североамериканский рынок наводнили недорогие двухтактные усилители и ресиверы на EL84 с заявленной мощностью от 8 до 25 Вт на канал. Скромные возможности лампы американцев не удовлетворяли; производители аппаратуры требовали от электровакуумной промышленности бо́льшей мощности за те же деньги — но все резервы пентода в миниатюрном конструктиве были уже исчерпаны. Единственным решением была замена пентода на более «живучий» лучевой тетрод: его экранирующая сетка менее подвержена саморазогреву и допускает более жёсткий режим эксплуатации. В 1958 году RCA и GE начали производство лучевого тетрода 7189 — обратно совместимого с EL84, но рассчитанного на бо́льшие рабочие напряжение и мощности. Несколько лет спустя появилась её умощнённая версия 7189A, допускавшая анодное напряжение до 440 В. Побочным следствием выпуска 7189 стала всеобщая путаница в документации: множество ламп, маркированных как EL84, в действительности являются лучевыми тетродами. Нередко тип лампы можно определить, лишь разрушив её.

### Гитарные усилители
Из-за скромной выходной мощности и характерных пентодных искажений EL84 не применялась в действительно высококачественной аппаратуре — ни в «ламповую эпоху», ни во время «лампового ренессанса» конца XX века. Но именно благодаря искажениям лампа вошла в арсенал конструкторов гитарных усилителей.
Первый прототип двухтактного гитарного усилителя на паре EL84 разработал в 1956 году британец Дик Денни. Полуглухой самоучка, работавший на военном арсенале, раньше профессиональных конструкторов осознал, что привычный способ снижения искажений — отрицательная обратная связь — в гитарном усилителе неприменим. Напротив, лампа должна «дышать свободно» и передавать в нагрузку весь спектр свойственных ей гармоник — оставаясь при этом в чистом режиме A. Серийный вариант пятнадцативаттного усилителя Денни, выпущенный в 1958 году под маркой Vox, получил имя Vox AC15; год спустя по инициативе Хэнка Марвина из группы The Shadows за ним последовал тридцативаттный Vox AC30 на четырёх EL84. Именно этот усилитель, в комплектации Top Boost, задал звуковой почерк «британского вторжения» 1960-х годов. В 1960 году «голоса» AC15 и AC30 определили тон хита The Shadows Apache, в 1962 году «темы Джеймса Бонда» из «Доктор Ноу». Тогда же, в 1962 году, AC15 и AC30 Top Boost стали повседневными усилителями Джона Леннона и Джорджа Харрисона, а малоизвестная ещё группа The Beatles стала «рекламным лицом» Vox. Брайан Джонс и Кит Ричардс из The Rolling Stones, выросшие в том же городе, где собирали усилители Vox, использовали AC30 c первых лет существования группы. К середине десятилетия к Beatles и Rolling Stones присоединились The Animals, Gerry & The Pacemakers, The Hollies, Manfred Mann и десятки других британских исполнителей. Усилители Vox, эксплуатировавшие EL84 на пределе её возможностей, были неэффективны, часто горели, но музыканты выбирали именно их за уникальный тембр. Брайан Мэй, купивший свой первый AC30 по рекомендации Рори Галлахера в 1969 году, и пятьдесят лет спустя утверждал, что этот усилитель незаменим и не имеет аналогов.

На волне успеха Vox AC30 к выпуску усилителей на EL84 подключились Selmer, Hohner и другие европейские фирмы. Аналоги усилителей Vox массово производились и в США, но американские производители первого эшелона — Fender и Gibson — использовали EL84 лишь в единичных моделях 1970-х годов. Mesa/Boogie начала использовать EL84 в конце 1980-х годов, а затем выпуском усилителей на EL84 занялись Matchless Amplifiers, Budda и другие производители нового поколения. К этому времени EL84 приобрела репутацию «гитарной» — вероятно, навсегда. Благодаря постоянному спросу гитаристов производство EL84 никогда не прерывалось; к концу XX века лампу производили в Китае, России (на саратовском «Рефлекторе»), в Сербии и Словакии; завод «Светлана» в Малой Вишере поставлял на рынки США собственную разработку SV83 (6П15П-В), конструктивно близкую к EL82 и EL83. SV83 отличается от EL84 существенно бо́льшей чувствительностью и меньшим (не более 200 В) допустимым напряжением на экранирующей сетке.

## Типовые режимы работы
Philips и Mullard рекомендовали использовать EL84 в однотактных УНЧ — в триодном и пентодном, и в двухтактных УНЧ — в триодном, пентодном и ультралинейном включении (с подключением экранирующих сеток к отводам от 20 % либо 43 % первичной обмотки выходного трансформатора. На практике ультралинейное включение эпизодически применялось и в однотактных УНЧ, например, в радиолах рижского радиозавода «Ригонда» и производных от них моделях других советских заводов. Из-за высокого уровня нелинейных искажений выходные каскады на EL84 обычно охватываются петлёй общей отрицательной обратной связи; глубина ООС должна быть не менее 7. При меньших её значениях ООС не улучшает, а ухудшает звучание, порождая неблагозвучные высшие гармоники.
| Показатель                                                         | Единицы измерения | Однотактный усилитель | Однотактный усилитель | Однотактный усилитель | Двухтактный усилитель | Двухтактный усилитель | Двухтактный усилитель           | Двухтактный усилитель           | Двухтактный усилитель           | Двухтактный усилитель           | Двухтактный усилитель | Двухтактный усилитель |
| Показатель                                                         | Единицы измерения | Триодный режим        | Пентодный режим       | Пентодный режим       | Триодный режим        | Триодный режим        | Ультралинейный режим            | Ультралинейный режим            | Ультралинейный режим            | Ультралинейный режим            | Пентодный режим       | Пентодный режим       |
| Показатель                                                         | Единицы измерения | Триодный режим        | Пентодный режим       | Пентодный режим       | Триодный режим        | Триодный режим        | Отвод от 43 % первичной обмотки | Отвод от 43 % первичной обмотки | Отвод от 20 % первичной обмотки | Отвод от 20 % первичной обмотки | Пентодный режим       | Пентодный режим       |
| ------------------------------------------------------------------ | ----------------- | --------------------- | --------------------- | --------------------- | --------------------- | --------------------- | ------------------------------- | ------------------------------- | ------------------------------- | ------------------------------- | --------------------- | --------------------- |
| Напряжение питания                                                 | В                 | 250                   | 250                   | 250                   | 250                   | 300                   | 250                             | 300                             | 250                             | 300                             | 250                   | 300                   |
| Сопротивление катодного смещения каждой лампы                      | Ом                |                       |                       |                       | 560                   | 560                   | 390                             | 270                             | 390                             | 270                             | 270                   | 270                   |
| Ток анода каждой лампы                                             | мА                |                       |                       |                       | 20                    | 24                    | 28                              | 40                              | 28                              | 40                              | 31                    | 36                    |
| Ток экранирующей сетки каждой лампы                                | мА                |                       |                       |                       | 20                    | 24                    | 28                              | 40                              | 28                              | 40                              | 3,5                   | 4                     |
| Оптимальное сопротивление нагрузки (между двумя анодами)           | кОм               |                       |                       |                       | 10                    | 10                    | 6                               | 8                               | 6                               | 8                               | 8                     | 8                     |
| Среднеквадратическое напряжение возбуждения (между двумя сетками)  | В                 |                       |                       |                       | 16,5                  | 20                    | 16,8                            | 16                              | 17                              | 18,3                            | 16                    | 20                    |
| Максимальная выходная мощность                                     | Вт                |                       |                       |                       | 3,4                   | 5,2                   | 10,1                            | 11                              | 14,4                            | 15,4                            | 11                    | 17                    |
| Коэффициент нелинейных искажений на максимальной выходной мощности |                   |                       |                       |                       | 2,5 %                 | 2,5 %                 | 0,72 %                          | 0,7 %                           | 0,85 %                          | 1,17 %                          | 3 %                   | 4 %                   |
| Ток, потребляемый каждой лампой на максимальной выходной мощности  | мА                |                       |                       |                       | 21,5                  | 26                    | 47                              | 45                              | 55                              | 48,5                            | 45                    | 57                    |

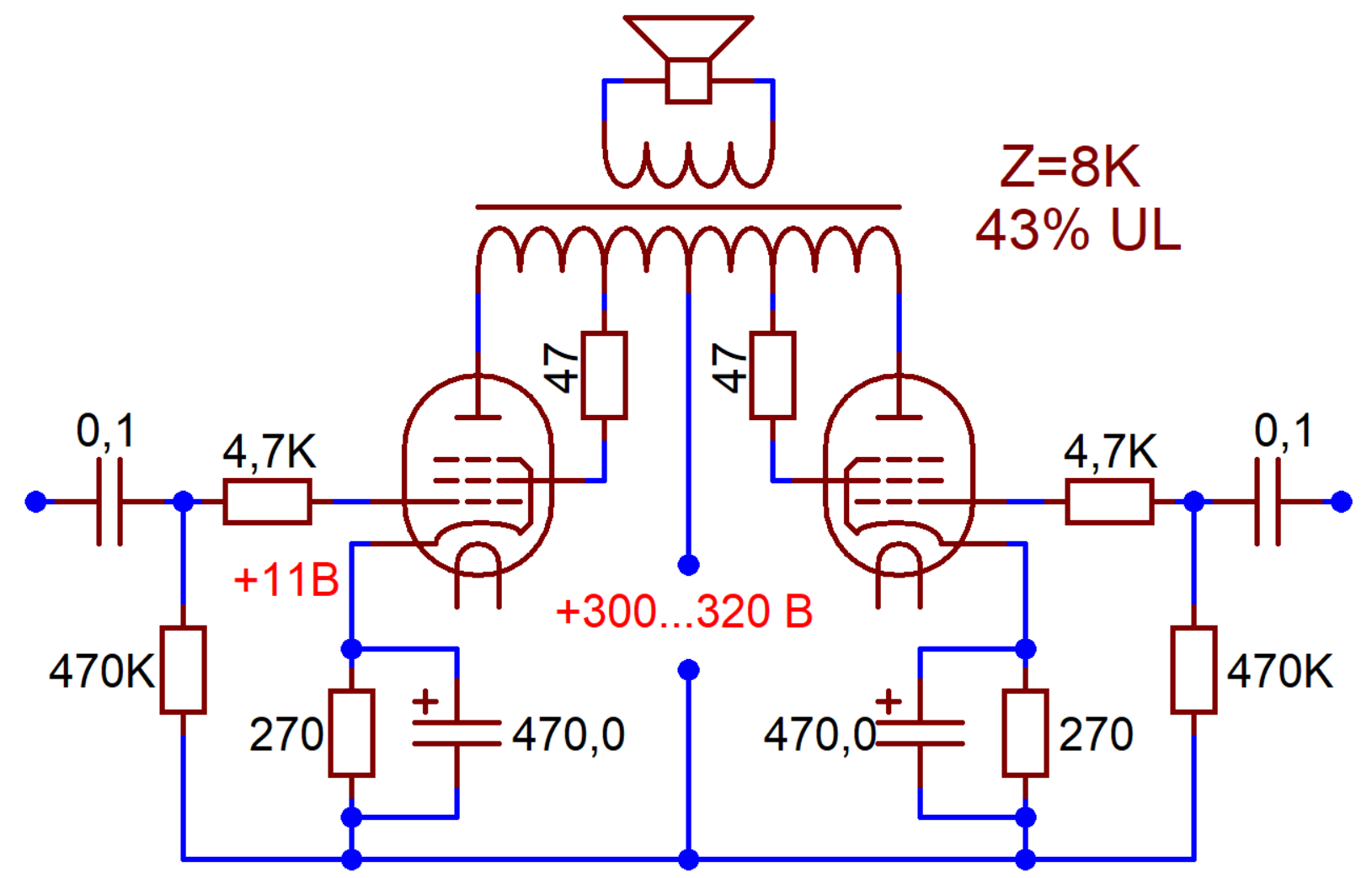
Типовая конфигурация ультралинейного двухтактного каскада на EL84 (Mullard 5-10, GEC 912+)

Фиксированное смещение EL84 недопустимо: в этом режиме миниатюрная лампа, работающая на пределе допустимой мощности, склонна к тепловому разгону. Абсолютно все типовые решения предполагают автоматическое смещение лампы катодным резистором, шунтированным по переменному току электролитическим конденсатором — таким образом, по постоянному току смещение является автоматическим, а по переменному — по сути фиксированным.
Ёмкость шунтирующего конденсатора в исторических конструкциях 25…50 мкФ (что соответствует частотам среза 50…100 Гц), в современных усилителях порядка 470 мкФ (частота среза примерно 5 Гц). Дальнейшее снижение частоты среза нежелательно — оно усугубляет искажения из-за сдвига рабочей точки при перегрузке усилителя. Mullard и GEC рекомендовали использовать в каждом плече двухтактной схемы собственные, независимые цепи катодного смещения — что снимает необходимость подбора ламп по току покоя. На практике производители использовали и одиночные цепи катодного смещения: например, в радиоле 1964 года «Симфония» применялась одиночная RC-цепь, в модифицированом варианте «Симфонии» она была дополнена балансирующим потенциометром, а в асимметричном выходном каскаде «Ригонды-102» конструкторы применили общий катодный резистор без шунтирующего конденсатора.
Оптимальная величина сопротивлений между сетками и общим проводом — 470 кОм, разделительных конденсаторов на входе усилителя — 0,1 мкФ (частота среза входного ФНЧ 3 Гц). Традиционная величина антизвонных резисторов в цепях управляющих сеток — 4,7 кОм; необходимость в этих резисторах определяется монтажом усилителя. В типовых конструкциях Mullard и GEC антизвонные резисторы величиной 47 Ом включались и в цепи экранирующих сеток. Вероятно, помимо основной функции эти резисторы также снижают нелинейные искажения ценой незначительного снижения выходной мощности. Во многих серийных устройствах (усилители Leak, радиолы «Симфония») эти резисторы отсутствовали.